# Fernsehturm Müggelberge
Der Fernsehturm Müggelberge ist ein für die Telekommunikation genutzter 31 Meter hoher Turm in Massivbauweise im Südosten von Berlin auf den zum Bezirk Treptow-Köpenick gehörenden Müggelbergen. Er sollte ursprünglich der Fernsehturm von Berlin werden. Der für die Öffentlichkeit nicht zugängliche „Fernsehturm“ mit einer Antennenkuppel (Radom) auf seiner Spitze ist nicht zu verwechseln mit dem rund 800 m westlich errichteten und Ende 1961 eröffneten Müggelturm, einem knapp 30 Meter hohen Aussichtsturm.
Rund 150 m östlich befindet sich ein 64 m hoher Stahlfachwerkturm mit Antennen für Richtfunk und den nichtöffentlichen mobilen Landfunkdienst, kurz nömL.

## Geschichte
Im Jahr 1952 begann die Deutsche Post der DDR mit der Planung eines Fernsehturms für Berlin. Die Hauptverwaltung Funkwesen favorisierte dafür ein Grundstück in den Berliner Müggelbergen, die topografisch die besten Voraussetzung für die funktechnische Versorgung des Berliner Stadtgebietes boten. In den Überlegungen spielte auch eine Rolle, dass der Standort für solch einen Zweckbau weitab vom Zentrum lag und damit weder die architektonische noch die städtebauliche Dimension beeinflusste. Nachdem die Deutsche Post am 23. April 1954 beim Chefarchitekten des Ost-Berliner Magistrats Hermann Henselmann die Standortgenehmigung beantragt hatte, wurde diese am 4. Mai 1954 erteilt.
Der Turm sollte für die Bevölkerung zugänglich sein, die Höhe des Bauwerks war mit 130 Metern geplant. Der Stahlbetonbau mit quadratischem Grundriss sollte auf 70 Meter Höhe zwei Aussichtsplattformen enthalten, aber keinen auskragenden Turmkorb. Der Fernsehturm unter dem Decknamen F4 war mit einer Bilanzsumme von 8,714 Millionen Mark angesetzt und in den Volkswirtschaftsplan für die Jahre 1954 bis 1957 aufgenommen.
Am 13. Dezember 1955 forderte Innenminister Karl Maron die sofortige Einstellung der bereits in vollem Gang befindlichen Bauarbeiten. Zwar hatte das Ministerium am 29. Mai 1954 dem Bauvorhaben zugestimmt, es habe allerdings nun festgestellt, dass der Standort nur acht Kilometer vom Ost-Berliner Flughafen Schönefeld entfernt liege und durch seine Höhe am Rande der Einflugschneise den Flugbetrieb zu gefährden drohe. Verschiedene Kompromissbemühungen der Post, die Turmhöhe zu reduzieren, scheiterten, sodass am 15. November 1956 das Bauprojekt endgültig eingestellt wurde. Das Ende des Projektes stellt ein frühes Beispiel für die konzeptionellen Probleme der ostdeutschen Planwirtschaft dar, die in diesem Fall den Aufbau des Fernseh- und Richtfunknetzes der DDR um Jahre zurückwarf. Der bis dahin fertiggestellte Gebäudestumpf des Fernsehturms Müggelberge mit zwei Obergeschossen wurde wetterfest gemacht und später für Abhöranlagen des Ministeriums für Staatssicherheit genutzt. Heute dient er unter anderem der Deutschen Telekom AG als Richtfunkknoten.

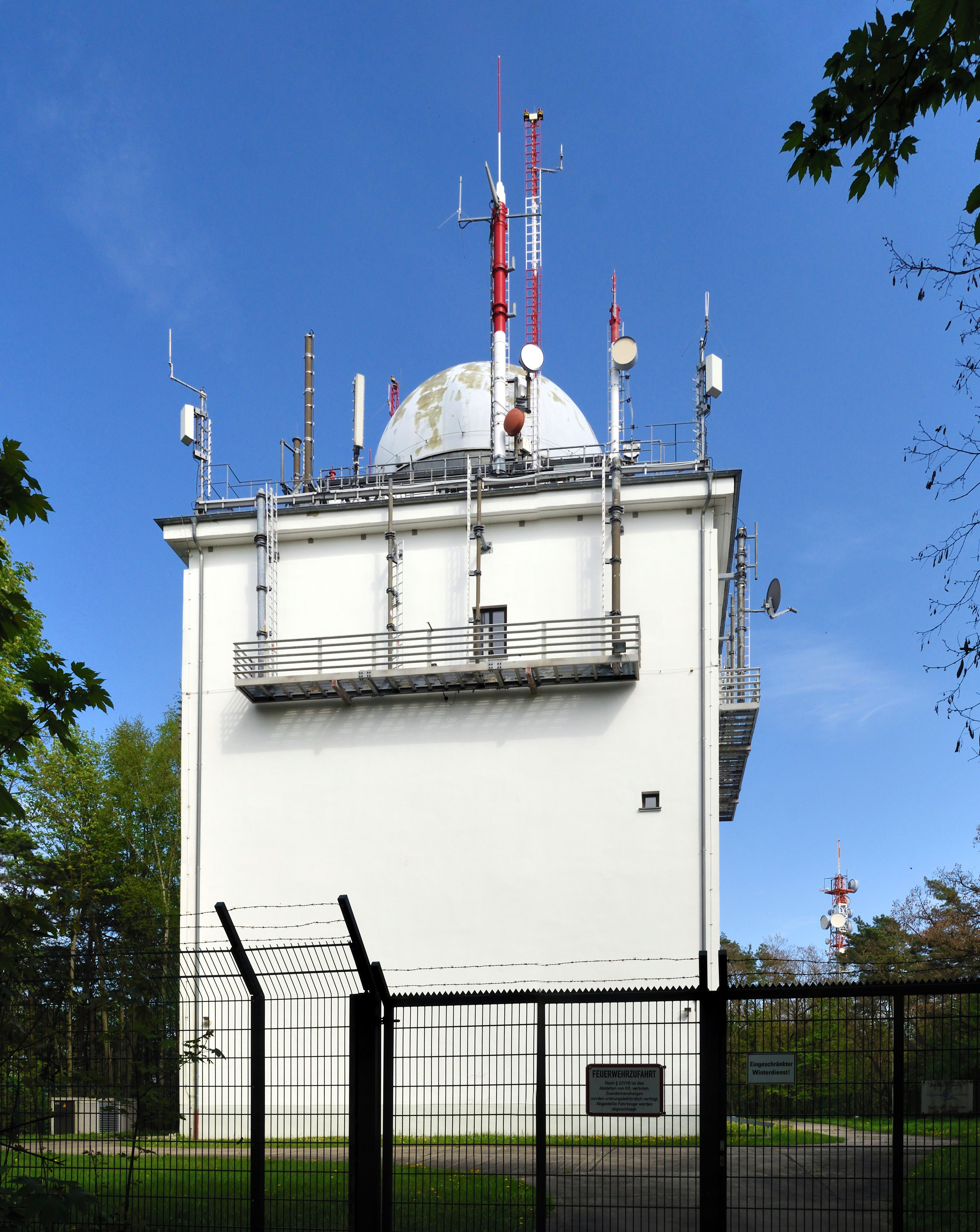
Von der Einfahrt aus gesehen
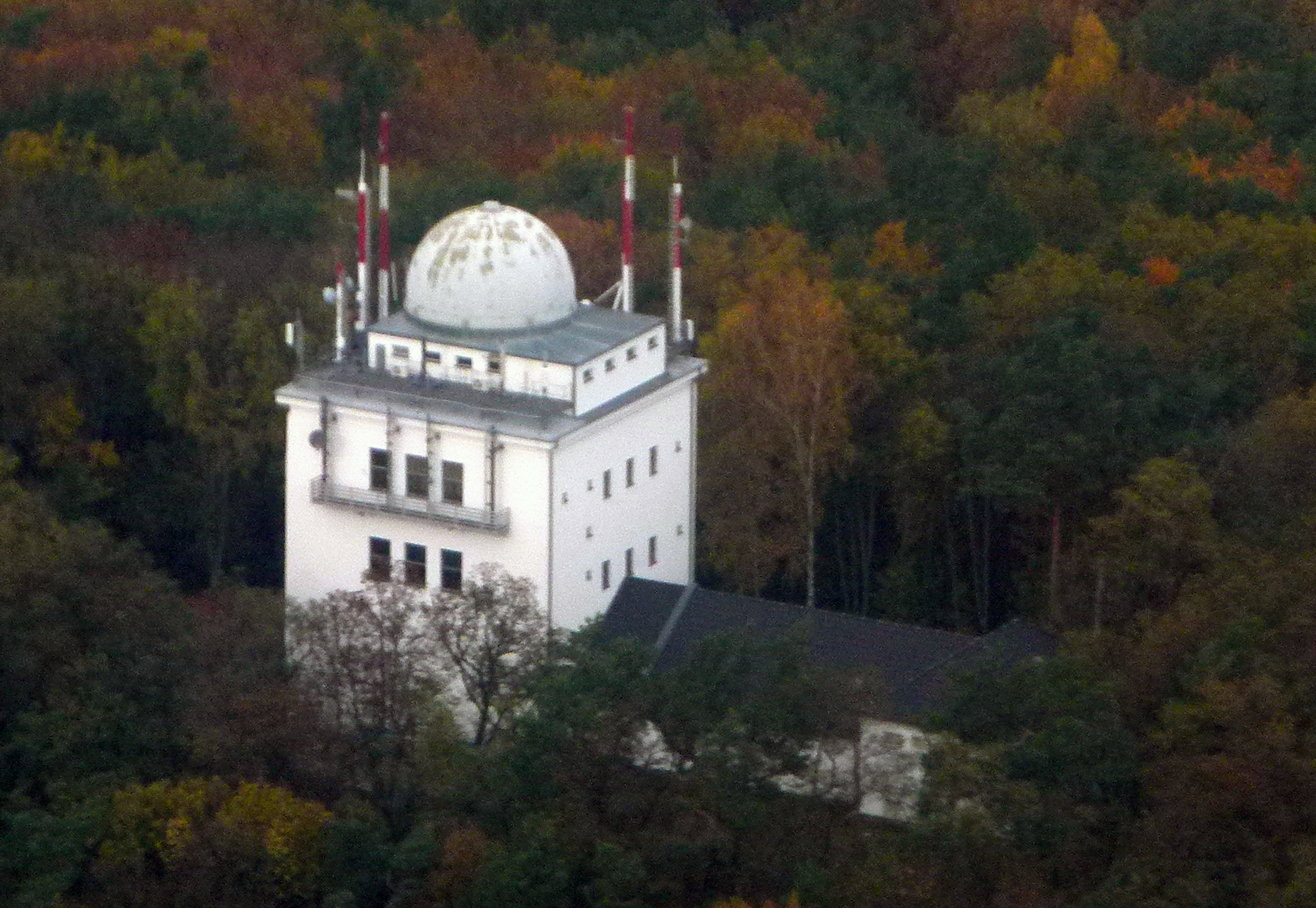
Blick vom Flugzeug aus